# Christa Habrich

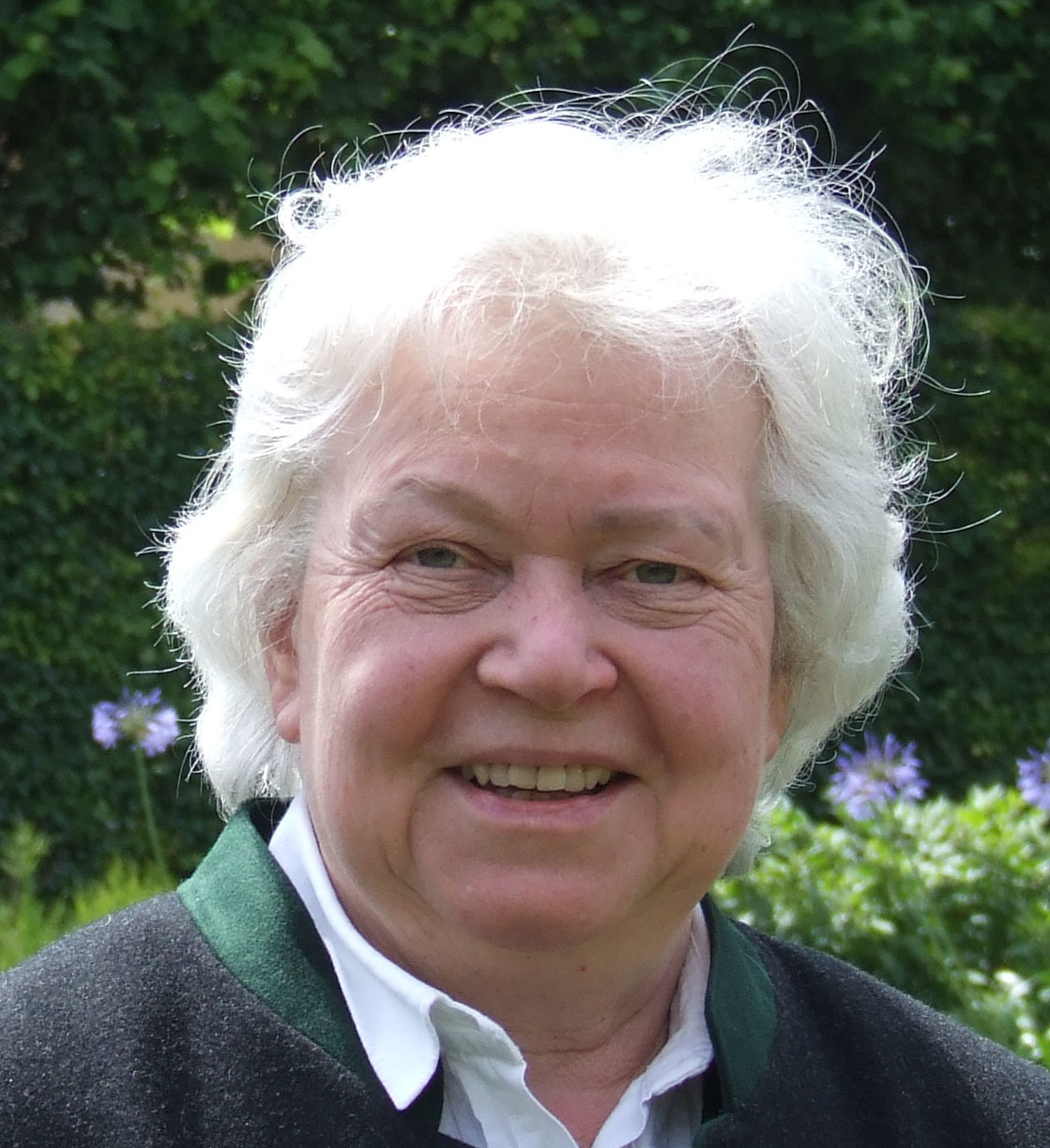
Christa Habrich

Christa Elisabeth Habrich (* 24. November 1940 in Gießen; † 6. September 2013 ebenda) war eine deutsche Pharmazeutin sowie Pharmazie- und Medizinhistorikerin.

## Leben
Habrich wuchs im Zweiten Weltkrieg und in der Nachkriegszeit in einer in Gießen ansässigen Apothekerfamilie und zeitweise in Oberbayern auf. Später legte sie das Abitur an der Gießener Ricarda-Huch-Schule ab und studierte nach erfolgreicher Teilnahme an der Pharmazeutischen Vorprüfung in Darmstadt 1963 bis zum Staatsexamen 1966 Pharmazie an der Universität München. Sie schloss ein Studium der Medizingeschichte und Paläontologie an und wurde 1970 mit einer Arbeit zur Apothekengeschichte Regensburgs zum Dr. rer. nat. promoviert.

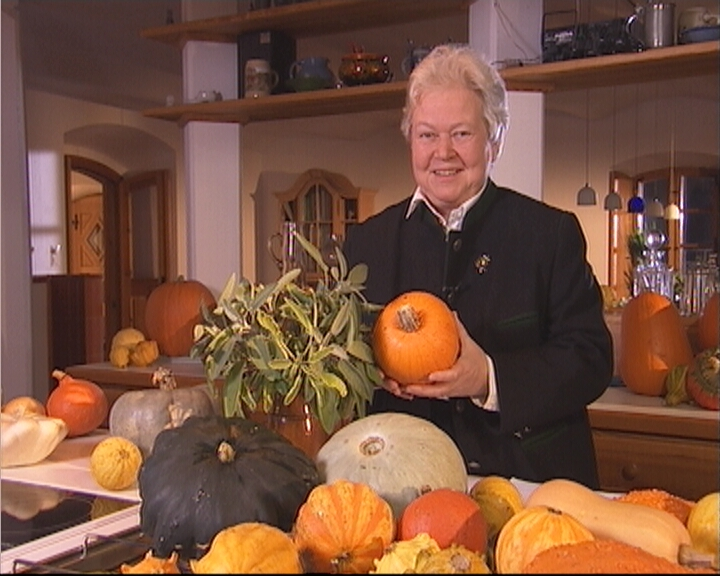
Christa Habrich im Studio des Querbeet-Gartens

## Beruflicher Werdegang

### Apothekerin und Professorin
1971 gründete sie in Gießen die Adler-Apotheke, die sie bis 2010 leitete. Ab 1972 erfüllte sie Lehraufträge an der Universität München, wo sie sich 1982 mit der Arbeit „Untersuchungen zur pietistischen Medizin und ihrer Ausprägung bei Johann Samuel Carl (1677–1757) und seinem Kreis“ habilitierte und fortan als außerplanmäßige Professorin Geschichte der Medizin und Pharmazie lehrte.

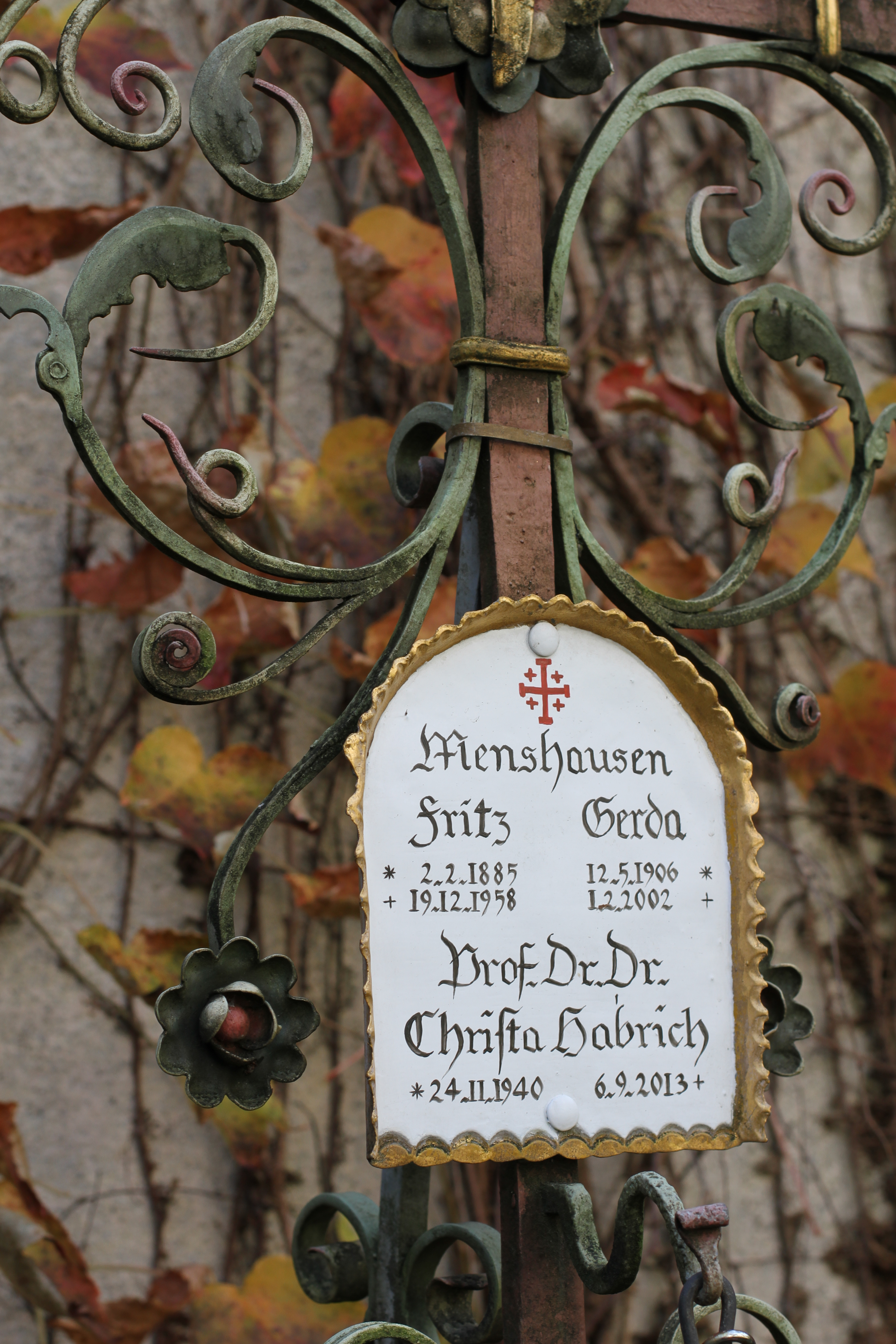
Grabinschrift auf dem Bogenhausener Friedhof

### Museumsdirektorin
Maßgeblich war Christa Habrich auch an der Gründung und am Aufbau des 1973 eröffneten Deutschen Medizinhistorischen Museums in Ingolstadt beteiligt, das sie von 1983 bis 2008 als ehrenamtliche Direktorin leitete. Sie gestaltete im Außenbereich des Museums im Rahmen der Landesgartenschau 1992 einen Arzneipflanzengarten, in dem 200 verschiedene Heilpflanzen teilweise in Hochbeeten wachsen. Strukturiert ist der Heilpflanzengarten nach den verschiedenen phytomedizinischen Hauptwirkstoffen. Habrich gestaltete den Kräutergarten rollstuhlgerecht und richtete einen eigenständigen Bereich ein, in dem die Hinweise und Informationen über die Pflanzen und ihre Wirkstoffe in Blindenschrift versehen sind. Zu ihrem 70. Geburtstag zeigte das Museum die Ausstellung Mit Sinn und Verstand. 1991 veranstaltete sie das in der Folge jährlich stattfindende „Symposium Medizinhistorische Museologie“, von 1990 bis 2004 war sie Präsidentin der „Association Européenne des Musées d’Histoire des Sciences Médicales“. Lange Jahre fungierte sie im Vorstand der Julius-Hirschberg-Gesellschaft.
2008 wurde Marion Maria Ruisinger ihre Nachfolgerin und als erste hauptamtliche Direktorin des Deutschen Medizinhistorischen Museums bestellt.

### Mitbegründerin von Querbeet
Christa Habrich war wesentlich beteiligt an der Entstehung und Entwicklung der Fernsehsendung „Querbeet“, ein ursprünglich  frei produziertes, in verschiedenen Dritten Programmen der ARD ausgestrahltes Sendeformat, das 1998 vom Bayerischen Rundfunk übernommen wurde. Von 1994 bis 2010 trat Christa Habrich 232-mal mit Beiträgen zu Phytopharmazie, Botanik, Kunst und Kultur in der Sendereihe auf. Die Querbeetfolgen mit Christa Habrich wurden im BR Fernsehen und in den Dritten Fernsehprogrammen der ARD insgesamt 1200 Mal ausgestrahlt. Wie bei ihrem Engagement in der Fernsehsendung Querbeet waren auch Heilpflanzen und die Phytomedizin Thema der „Autopsien“, der letzten von Christa Habrich initiierten Veranstaltungsreihe im Medizinhistorischen Museum. Im Blickpunkt des ersten Autopsie-Abends stand die Christrose, eine der Lieblingspflanzen von Christa Habrich.
Nach ihrem überraschenden Tod wurde Christa Habrich unter großer Anteilnahme am 17. September 2013 auf dem Bogenhausener Friedhof in München beigesetzt. In einer Gedenkfeier im Ingolstädter Orbansaal würdigten Freunde und Weggefährten die bedeutende Wissenschaftlerin und Museumsleiterin Christa Habrich.

## Ehrungen
- 1999: Verdienstkreuz 1. Klasse der Bundesrepublik Deutschland
- 2000: Schelenz-Plakette der Internationalen Gesellschaft für Geschichte der Pharmazie
- 2004: Bayerischer Verdienstorden
- 2005: Goldene Bürgermedaille der Stadt Ingolstadt[10]

## Veröffentlichungen (Auswahl)
- Zur Geschichte der klinischen Enzymdiagnostik und ihren naturwissenschaftlichen Voraussetzungen. In: Christa Habrich, Frank Marguth, Jörn Henning Wolf (Hrsg.) unter Mitarbeit von Renate Wittern: Medizinische Diagnostik in Geschichte und Gegenwart. Festschrift für Heinz Goerke zum sechzigsten Geburtstag. München 1978 (= Neue Münchner Beiträge zur Geschichte der Medizin und Naturwissenschaften: Medizinhistorische Reihe. Band 7/8), ISBN 3-87239-046-5, S. 549–572.
- als Herausgeberin mit Frank Marguth und Jörn Henning Wolf unter Mitarbeit von Renate Wittern: Medizinische Diagnostik in Geschichte und Gegenwart. Festschrift für Heinz Goerke zum sechzigsten Geburtstag (= Neue Münchner Beiträge zur Geschichte der Medizin und Naturwissenschaften: Medizinhistorische Reihe. 7/8). Fritsch, München 1978, ISBN 3-87239-046-5.
- als Herausgeberin mit Juliane C. Wilmanns, Jörn H. Wolf und Felix Brandt: Aussatz, Lepra, Hansen-Krankheit. Teil I: Katalog. München 1982 (= Kataloge des Deutschen Medizinhistorischen Museums. Band 4).
- als Herausgeberin mit Irmgard Müller und Stefan Schulz: Von der Blutschau zum Blutbild. Eine Ausstellung zur Frühgeschichte der Hämatologie und Onkologie. Neufang, Gelsenkirchen 1993, ISBN 3-923338-06-6.
- mit Heiner Meininghaus-Habrich: Düfte und edle Flakons aus fünf Jahrhunderten. = Five centuries of scent and elegant flacons. Arnold, Stuttgart 1998, ISBN 3-925369-82-1.
- mit Siegfried Wichmann: Carl Spitzweg, der Maler und Apotheker. Natur und Naturwissenschaft in seinem Werk. Belser, Stuttgart 2003, ISBN 3-7630-2445-X.
- als Bearbeiterin des Anhangs mit Michael Kowalski: Pflanzen der Bibel (= Kataloge des Deutschen Medizinhistorischen Museums Ingolstadt. 25 (i. e. 27), ISSN 0172-3863). 3., überarbeitete und ergänzte Auflage. Deutsches Medizinhistorisches Museum, Ingolstadt 2005.
- mit Wolfgang Hartmann: Alois Alzheimer. Ein Arzt und seine Entdeckung. (= Sammelblätter des Deutschen Medizinhistorischen Museums Ingolstadt. 11a, ZDB-ID 921026-X). Deutsches Medizinhistorisches Museum, Ingolstadt 2007.